# Melipotis versabilis
Melipotis versabilis är en fjärilsart som beskrevs av Harvey 1877. Melipotis versabilis ingår i släktet Melipotis och familjen nattflyn. Inga underarter finns listade i Catalogue of Life.